# 欣峰
46°27′05″N 7°56′48″E / 46.45139°N 7.94667°E

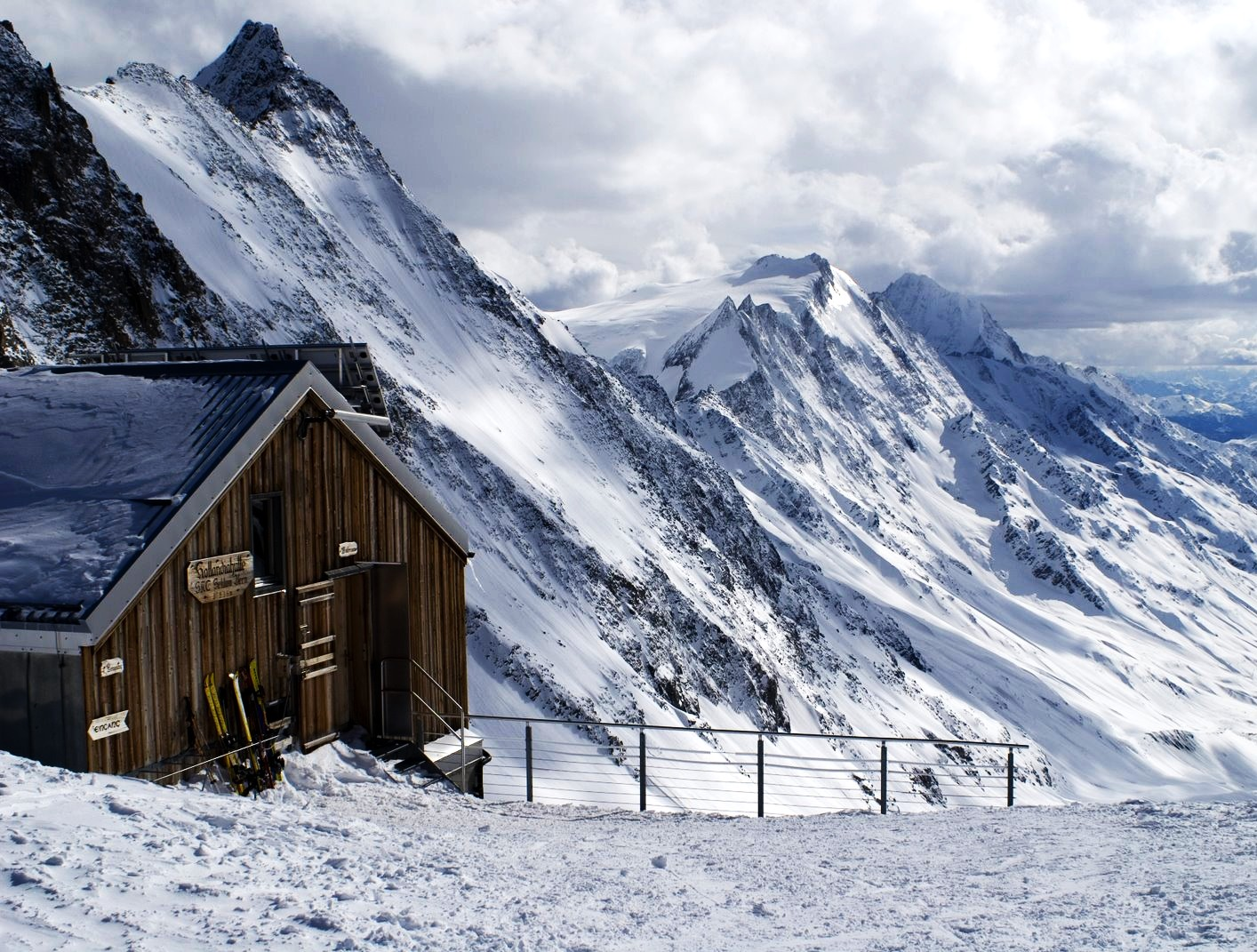

欣峰（德語：Schinhorn）是瑞士瓦萊州的山峰，位於該國南部，屬於伯尔尼山的一部分，處於阿莱奇峰以西，海拔高度3,797米，每年平均降雨量1,585毫米。

## 外部連結
- Schinhorn on Hikr （页面存档备份，存于）